# Trévoux (Ain)
Trévoux – miejscowość i gmina we Francji, w regionie Owernia-Rodan-Alpy, w departamencie Ain.

## Demografia
Według danych na styczeń 2012 roku gminę zamieszkiwało 6925 osób, a gęstość zaludnienia wynosiła 1212,8 osób/km².

## Galeria

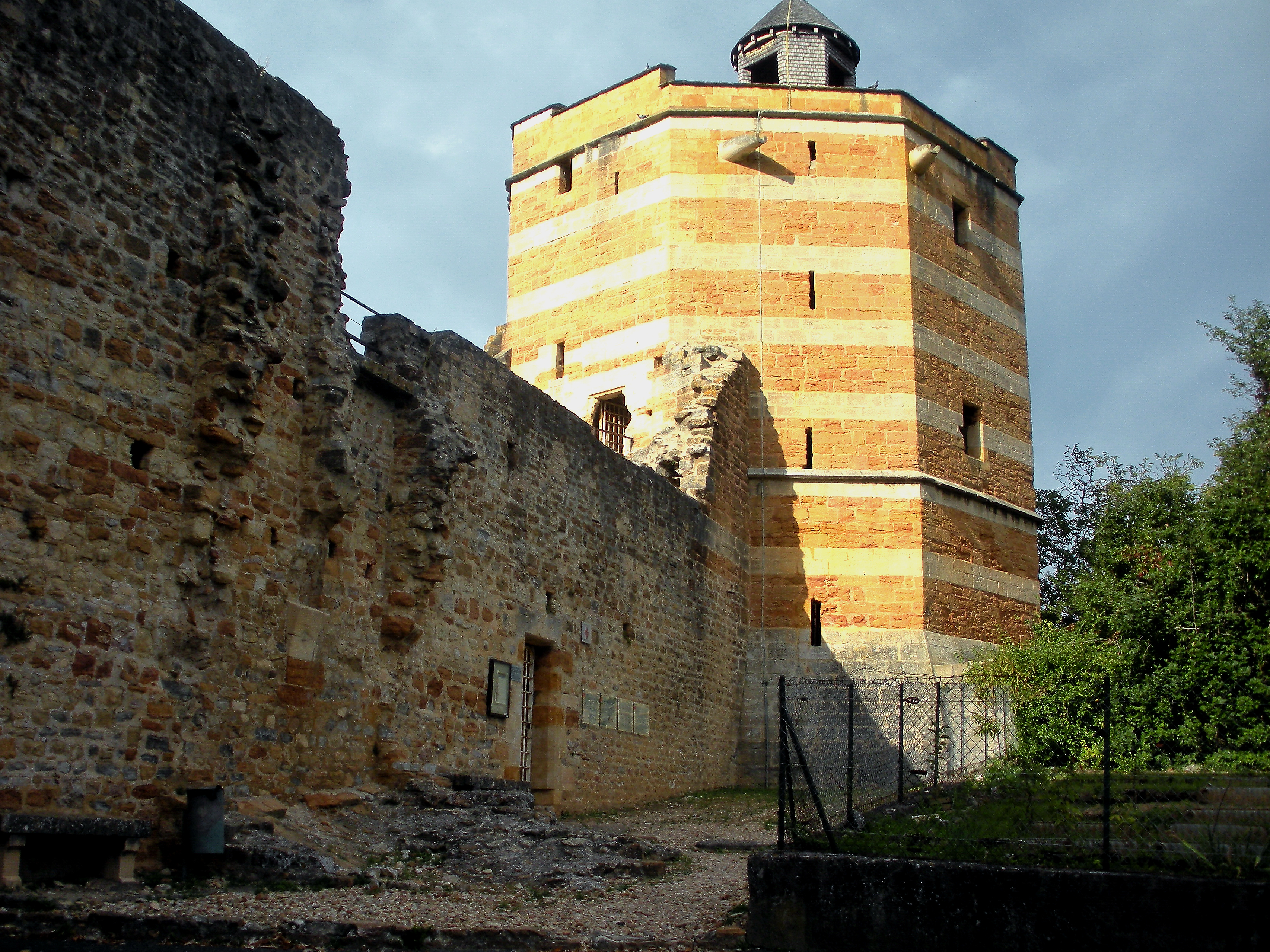
Zamek Trévoux (2010 r.)
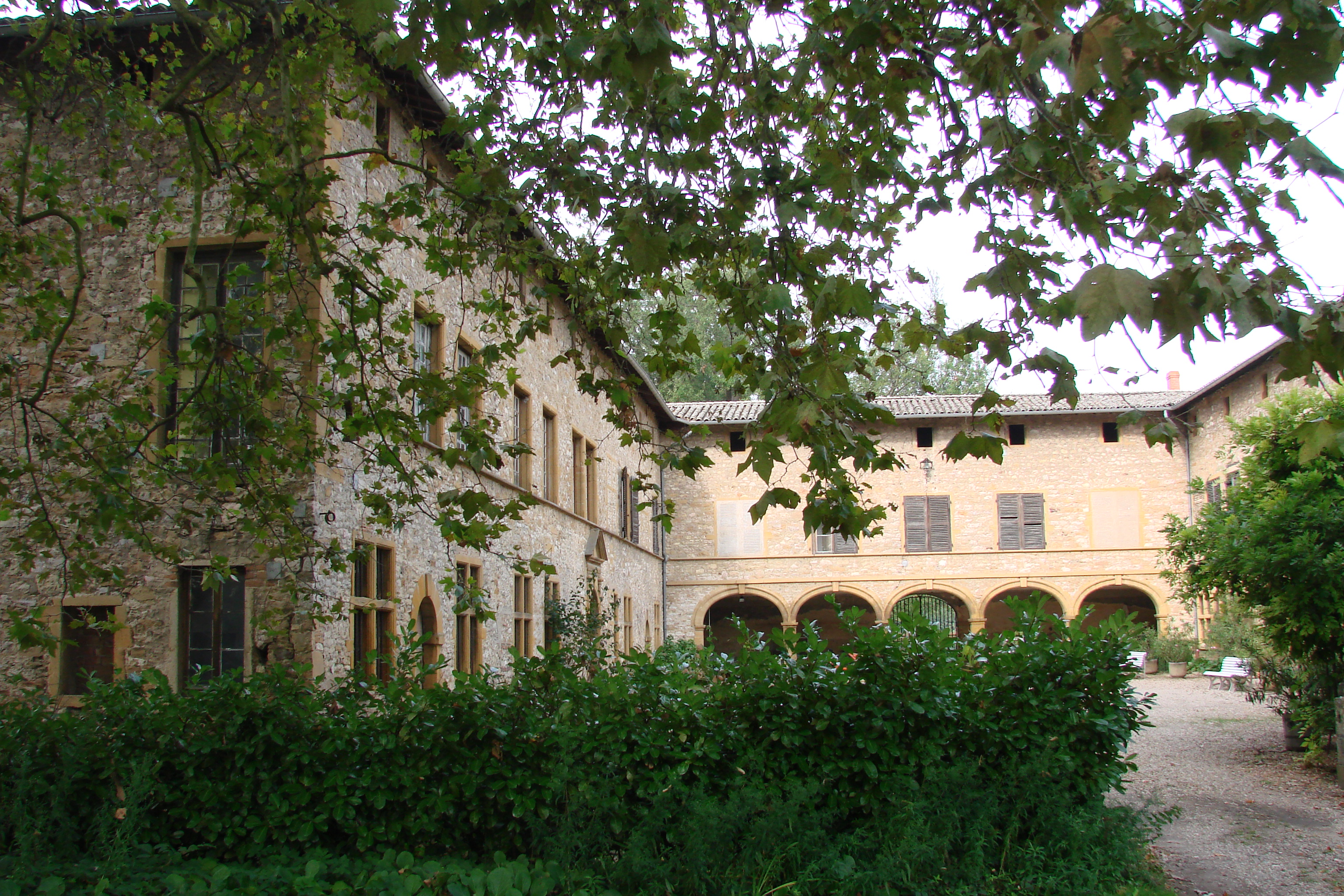
Zamek Fetan (2012 r.)
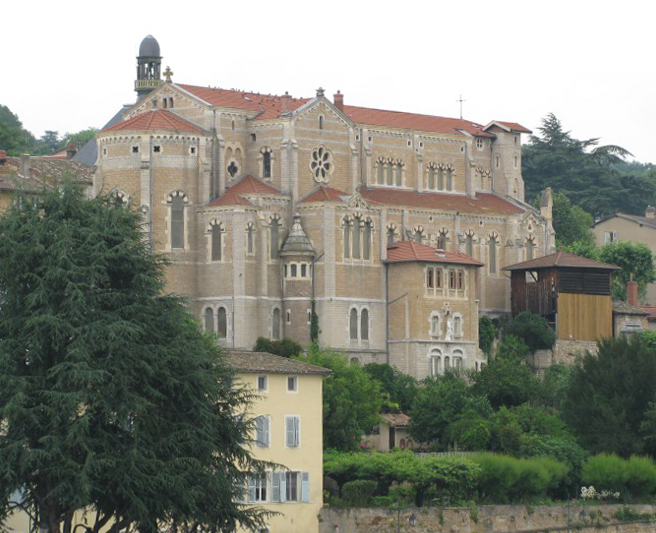
Kościół św. Symforiana (2012 r.)